# Sin Sze Si Yatempel
De Sin Sze Si Yatempel is een daoïstische tempel die in opdracht van Yap Ah Loy is gebouwd in Kuala Lumpur. De tempel wordt ook Sze Yahtempel genoemd. De Sin Sze Si Yatempel werd in 1864 gebouwd. Deze tempel eert de Chinese goden Sin Sze Ya Zhong (钟) en Si Sze Ya Sheng (盛). Deze goden hielpen Kapitan Yap Ah Loy met het verslaan van zijn vijanden en het verdedigen van de Maleise stad Kuala Lumpur tijdens de burgeroorlog van 1870 tot 1873. De mensen komen hier om te bidden voor bescherming tegen ziektes en andere gevaren. Elk jaar wordt op de vijftiende van derde maan op de Chinese kalender een processie gehouden ter ere van Shin Kap, Chong Sze/Chong Piang, Yap Ah-Loy en de soldaten die vochten in de burgeroorlog. De tempel staat ook bekend om zijn vele liefdadigheidswerken. Sinds 1907 geeft de tempel twee derde van zijn inkomsten aan goede doelen zoals onderwijszaken en ziekenhuizen.
De tempel is gevestigd op het adres 14A Lebuh Pudu, dicht bij de  Centrale Markt.

## Goden die hier vereerd worden
Yiyonghal (义勇祠)
- Baifuye
- Taisui
- Caishenye
- Zhongshen
- Shenzhupai van de martelaren van de oorlog

Hoofhal (正厅) 
- Yap Ah Loy
- Huaguang
- Tan Gong
- Guandi
- Wenchang
- Sin Si Ya Zhong
- Sze Si Ya Sheng
- Caimianxingjun
- Dabogong

Guanyinhal (观音堂)
- Guanyin
- Shakyamuni Boeddha
- Fafenfuren
- Jinhuafuren

## Religieuze feestdagen die gevierd worden
| Chinese kalender            | dag in 2011      | Feestag van:                       |
| --------------------------- | ---------------- | ---------------------------------- |
| 28e dag van de eerste maan  | 12 maart 2011    | processie van Sin Sze Si Ya        |
| 7e dag van de zevende maan  | 16 augustus 2011 | verjaardag van Sin Sze Si Ya Zhong |
| 26e dag van de negende maan | 22 oktober 2011  | oprichting van de tempel           |
| 3e dag van de tiende maan   | 29 oktober 2011  | verjaardag van Sin Sze Si Ya Sheng |